# Lázár Dezső
Lázár Dezső (Pesterzsébet, 1913. március 14. – 1943) matematikus, tanár.

## Életpályája
Pesterzsébeten született Lázár György fakereskedő és Weszel Róza gyermekeként zsidó családban. A budapesti Eötvös József Gimnáziumban tanult. Bekapcsolódott a matematika szakkör munkájában és a KöMaL feladatmegoldó versenyébe. Két egymást követő évben (1930, 1931) is megtaláljuk fényképét a legszorgalmasabb feladatmegoldók között.
Egyetemi tanulmányait Budapesten kezdte. Tagja lett az Anonymus-csoportnak. A numerus clausus miatt másodévtől Szegeden tanult. Ott ismerkedett meg nyelvtanár szakos feleségével. Házasságukból két gyerek született.
Az egyetem elvégzése után nem tudott elhelyezkedni. Előbb asztalosinasként dolgozott, majd Antal Márk segítette tanári álláshoz, Kolozsváron. Innen vonult be 1942-ben munkaszolgálatra, ahonnan nem tért vissza. A hírek szerint comblövés érte és elvérzett 1942–43 telén. Felesége és két gyermeke a holokauszt áldozata lett.

## Kutatásai
A visszaemlékezők éles eszű, jó problémafelvető és sikeres problémamegoldó matematikusnak írták le. Életében mégis csak egyetlen cikke jelent meg. Grünwald Géza egyik halmazelméleti problémájának általánosítása felkeltette Erdős Pál érdeklődését, aki megmutatta a bizonyítást a Budapesten átutazó Neumann Jánosnak. A felfedezést a Compositio Mathematica folyóirat közölte, On a problem in the theory of aggregates címen, 1936-ban. Később lengyel matematikusok e cikk alapján építették fel a binér relációk elméletét.
Fontos eredményt ért el Lázár Dezső egy diszkrét geometriai problémával kapcsolatban, amelyet Fejes Tóth Lászlónak vetett fel még egyetemista korukban: Hogyan kell nagyszámú pontot egy négyzetben úgy elhelyezni, hogy a köztük fellépő minimális távolság maximális legyen? A két fiatal matematikus nem tudta, hogy analóg problémát már Bolyai Farkas is felvetett, amelyet Axel Thue norvég matematikus megoldott a múlt század végén. A problémát Thue-től függetlenül Fejes Tóth László is megoldotta, és "a sikerélmény hatása vezetett a fedések és az elhelyezkedések vizsgálatára", vagyis a magyar diszkrét geometriai iskola kialakulására.
Fejes Tóth László 1940 után a kolozsvári egyetem tanársegéde lett, így folytathatták közös kutatásaikat. Lázár Dezső ekkor bizonyította be másik nevezetes tételét. Megmutatta, hogy tetszőleges zárt konvex görbéhez (például körhöz) van olyan n oldalú beírt és körülírt sokszög, amelyek területeinek aránya nem kisebb, mint cos2/n. Eredménye csak halála után, 1947-ben jelenhetett meg a szegedi Acta-ban.

## Lázár-díj
Lázár Dezső emléke a Bolyai János Matematikai Társulat egykori emlékőrző bizottságának köszönhetően nem ment veszendőbe. A Bizottság, Péter Rózsa javaslatára, kezdeményezte 1974-ben, hogy középiskolai matematikai szakkörök vállalják egy-egy második világháború során meghalt matematikus emlékének ápolását. A székesfehérvári Teleki Blanka Gimnázium szakkörvezetője, Láng Hugó, Lázár Dezsőt választotta a felajánlott névsorból. A kutatás során Láng Hugó Erdős Pálnak is írt levelet, aki válaszában a következőket írta: "Nem lenne-e jó Lázár emlékére egy kis díjat alapítani, melyet a tagozat legjobb tagja kapna minden évben, vagy minden második évben. Ha önök ezt jónak tartanák, az anyagiakat én szívesen fedezném." Így jött létre az iskolában a Lázár Dezső-díj. Az 1977. évi díjakat maga Erdős Pál adta át az iskolában.

## Publikációi
- On a problem in the theory of aggregates (Compos. Math. 3, 304,1936) Zbl 0014.39601
- Sur l’approximation des courbes convexes par des polygones. (Acta Univ. Szeged., Acta Sci. Math. 11, 129-132, 1947). Zbl 0029.23101